# Ponte Massimiliano
Il ponte Massimiliano, in tedesco Maximiliansbrücke, porta il nome del terzo re di Baviera Massimiliano II di Baviera.

## Storia
Si tratta di un ponte ad arco sul fiume Isar a Monaco di Baviera. Il ponte è suddiviso in due parti:
- il ponte interno (innere Maximiliansbrücke) collega il quartiere di Lehel con l'isola Praterinsel;
- il ponte esterno (äußere Maximiliansbrücke) collega l'isola Prater con il quartiere di Haidhausen.

Il ponte funge da proseguimento della Maximilianstraße a ovest. A est troneggia su un pendio il Maximilianeum, dove dal 1945 ha sede il parlamento della Baviera.

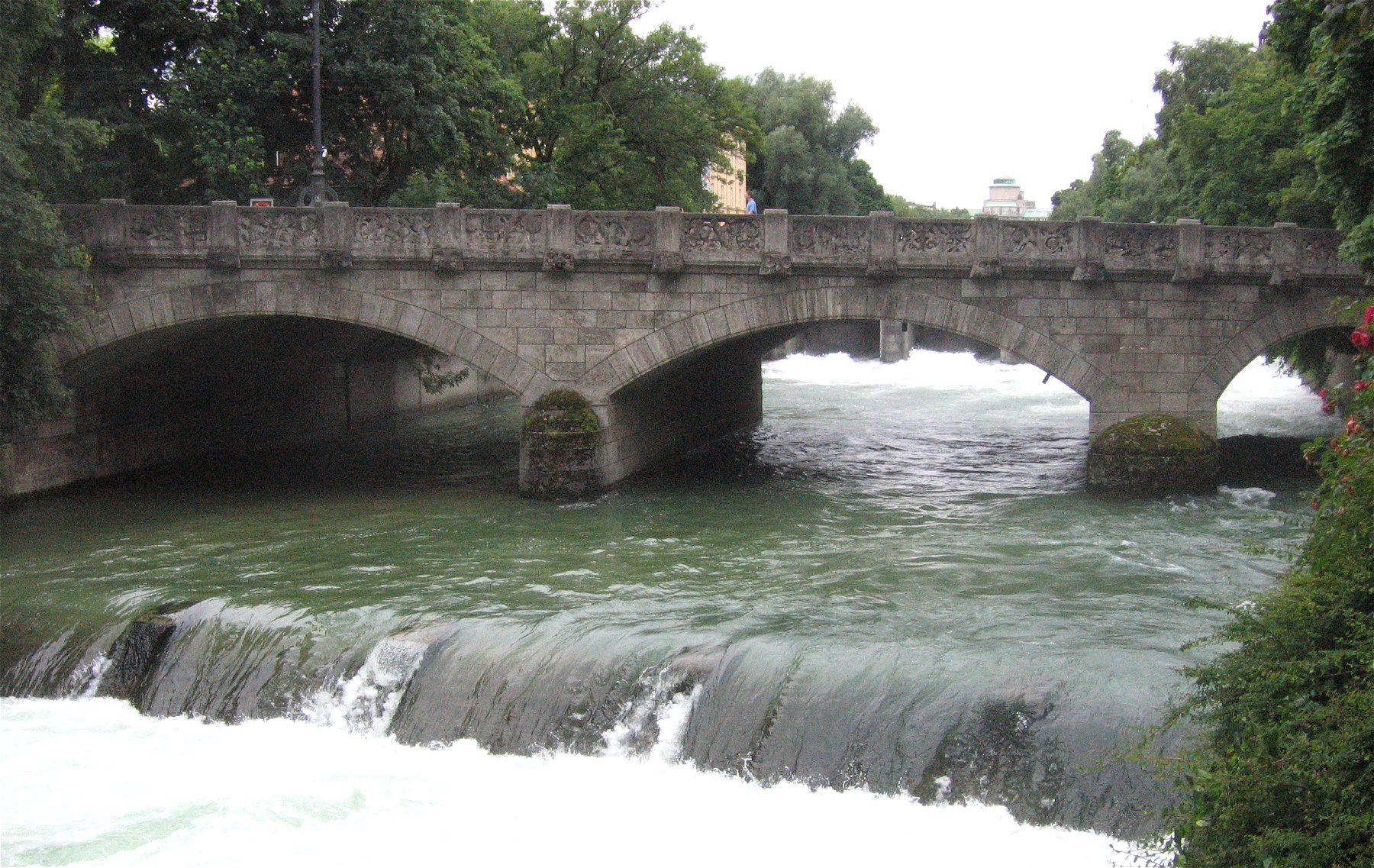
Innere Maximiliansbrücke
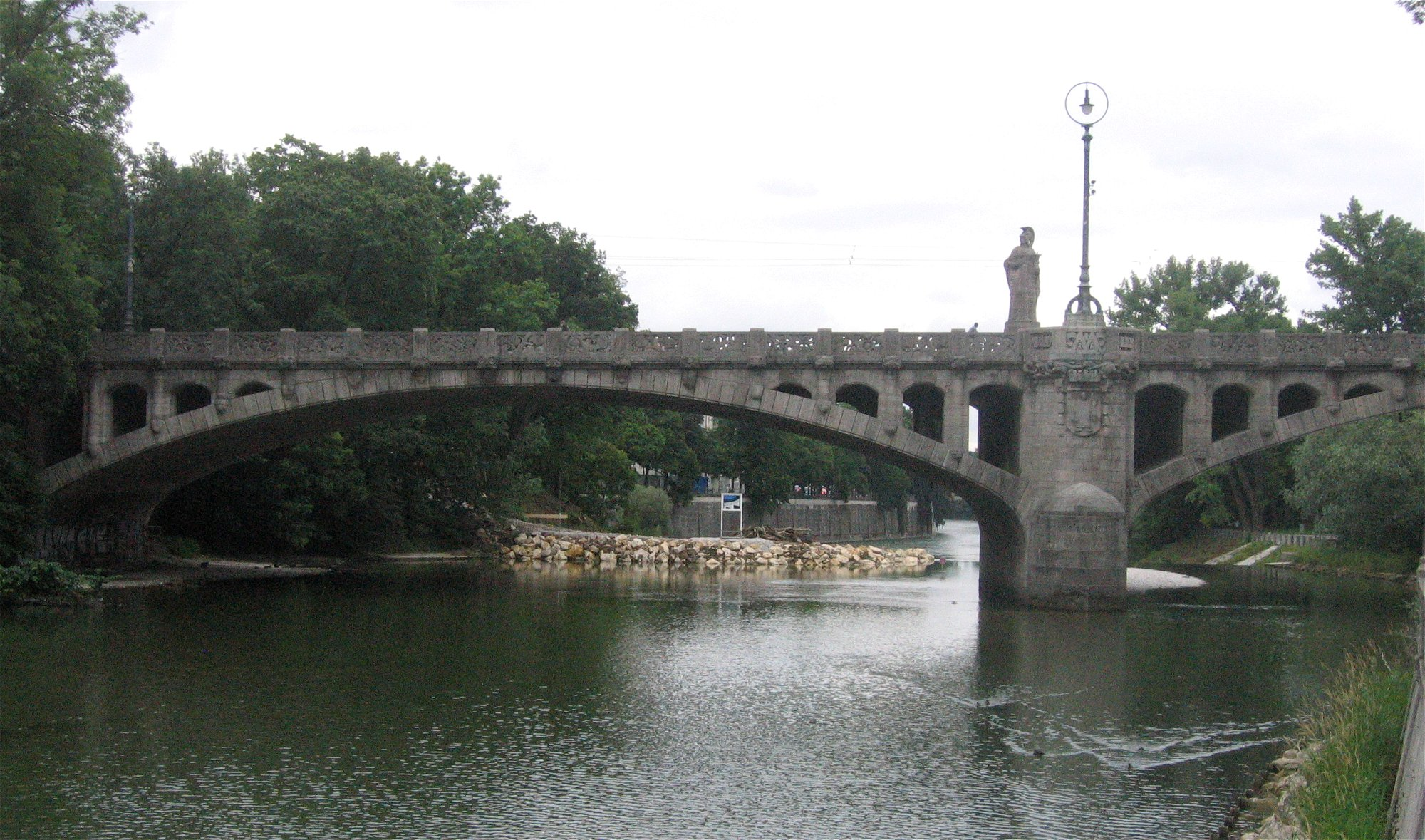
Äußere Maximiliansbrücke
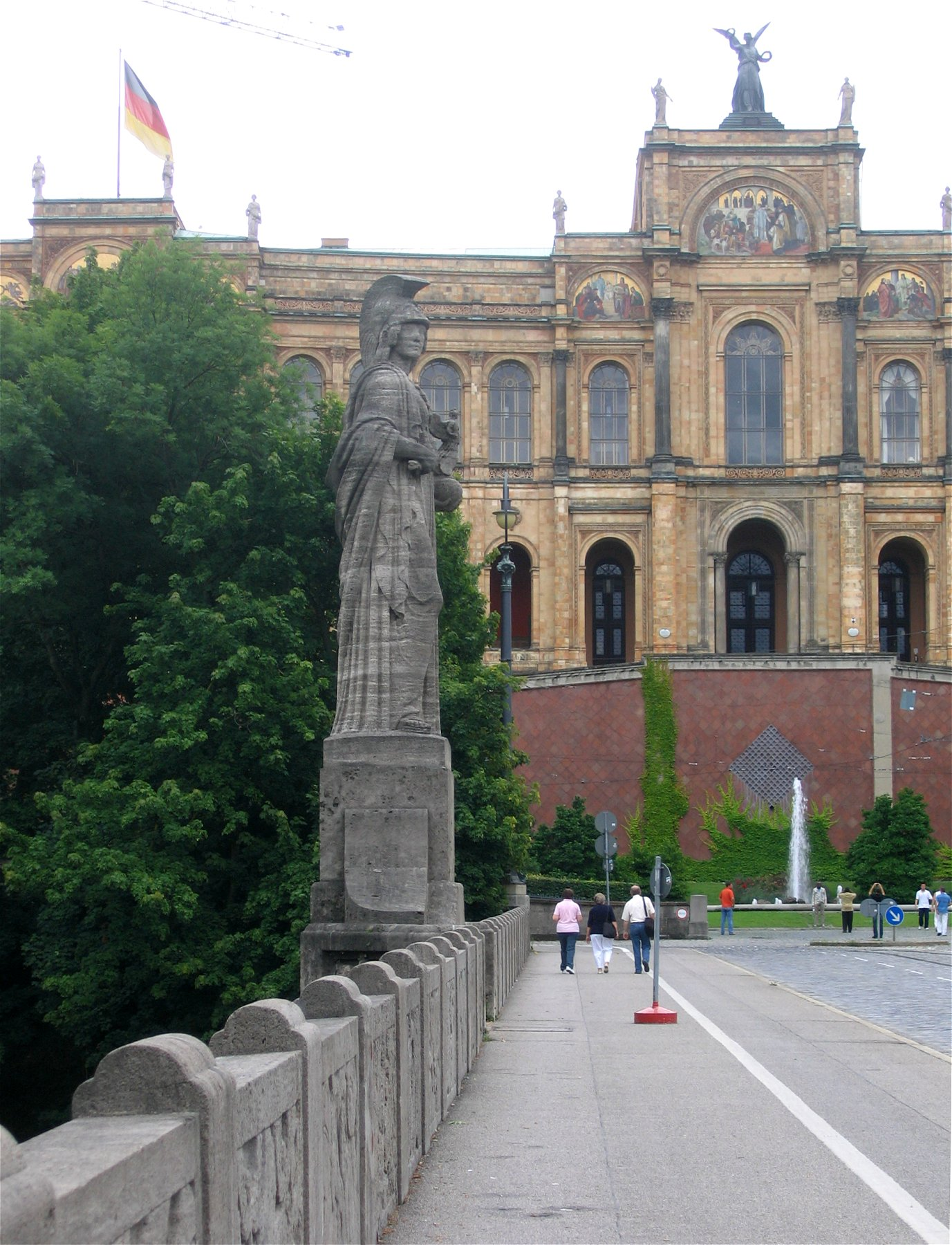
Statua di Atena sullo sfondo il Maximilianeum
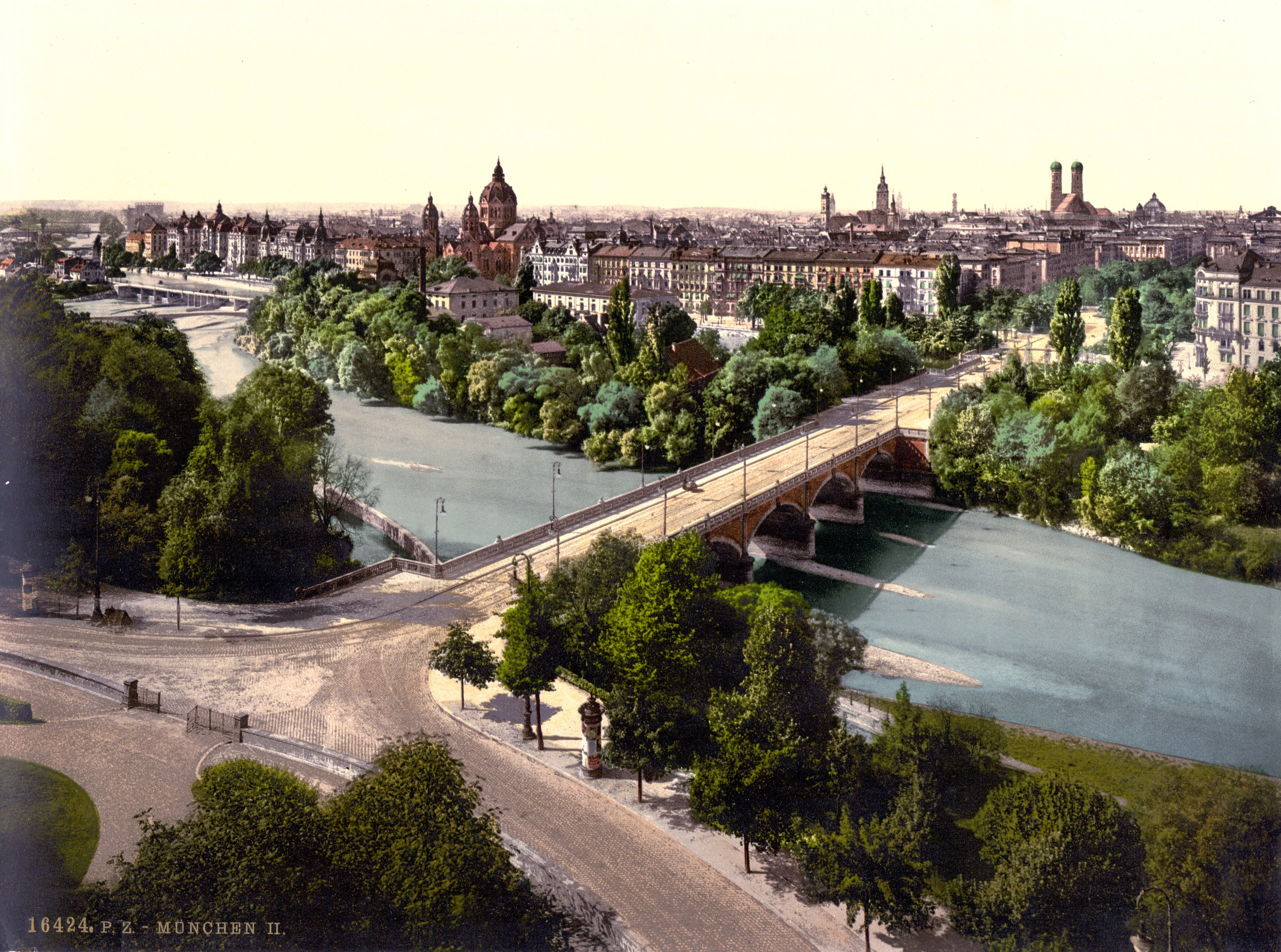
Äußere Maximiliansbrücke prima del rinnovo 1904/05